# Rivière-Bleue
Rivière-Bleue es un municipio canadiense situado en la provincia de Quebec.

## Superficie
Rivière-Bleue tiene una superficie de 173,42 km².

## Demografía
En 2021, tenía 1261 habitantes, una densidad poblacional de 7,3 hab./km², y 732 viviendas.